# Marathon van Stockholm 1979
De marathon van Stockholm werd in 1979 gelopen op 4 augustus 1979.

## Uitslagen

### Mannen
| rang   | naam            | land | tijd    |
| ------ | --------------- | ---- | ------- |
| Goud   | Jukka Toivola   | FIN  | 2:17.35 |
| Zilver | Barry Watson    | GBR  | 2:19.43 |
| Brons  | Hans Jonsson    | SWE  | 2:20.31 |
| 4      | Ove Malmqvist   | SWE  | 2:20.40 |
| 5      | Göran Högberg   | SWE  | 2:21.25 |
| 6      | Bo Engwall      | SWE  | 2:22.10 |
| 7      | Dave Patterson  | USA  | 2:22.37 |
| 8      | Martin Hafström | SWE  | 2:23.39 |
| 9      | Stefan Öberg    | SWE  | 2:23.51 |
| 10     | Peter Tössberg  | SWE  | 2:23.55 |

### Vrouwen
| rang   | naam                   | land | tijd    |
| ------ | ---------------------- | ---- | ------- |
| Goud   | Heide Brenner          | GER  | 2:47.06 |
| Zilver | Christina Johansson    | SWE  | 2:54.35 |
| Brons  | Siv Larsson            | SWE  | 2:59.04 |
| 4      | Tuulikki Sipola        | SWE  | 3:02.58 |
| 5      | Ulla Engelby           | SWE  | 3:06.26 |
| 6      | Siv Jansson            | SWE  | 3:15.21 |
| 7      | Monica Lööf            | SWE  | 3:18.22 |
| 8      | Rose-Marie Östberg     | SWE  | 3:20.03 |
| 9      | Ulla-Britta Holmstrand | SWE  | 3:20.12 |
| 10     | Rose-Marie Löfqvist    | SWE  | 3:22.35 |

1979 ·
1980 ·
1981 ·
1982 ·
1983 ·
1984 ·
1985 ·
1986 ·
1987 ·
1988 ·
1989 ·
1990 ·
1991 ·
1992 ·
1993 ·
1994 ·
1995 ·
1996 ·
1997 ·
1998 ·
1999 ·
2000 ·
2001 ·
2002 ·
2003 ·
2004 ·
2005 ·
2006 ·
2007 ·
2008 ·
2009 ·
2010 ·
2011 · 
2012 · 
2013 · 
2014 ·
2015 ·
2016 ·
2017